# جيرولامو فراكاستورو

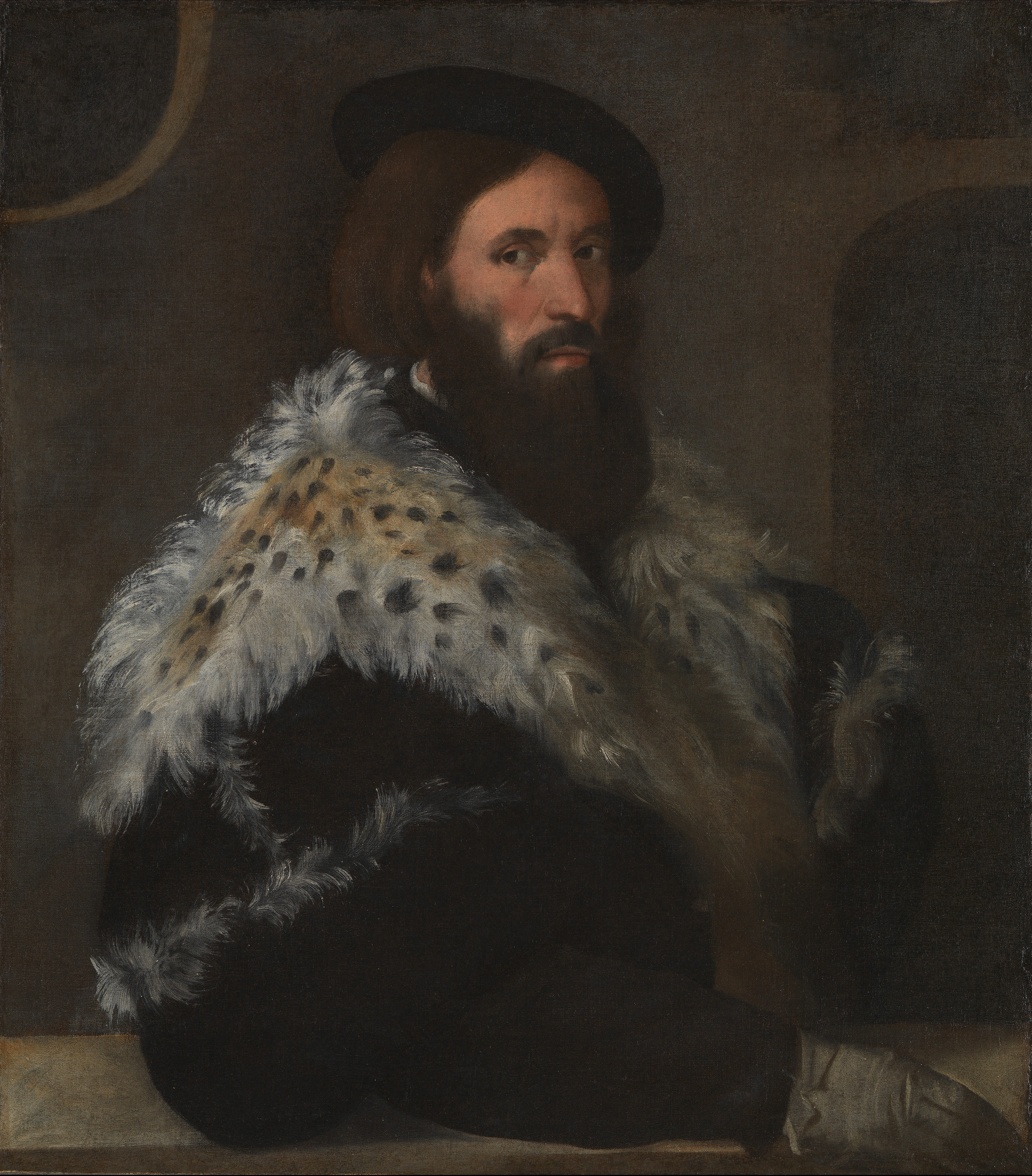
لوحة لجيرولامو فراكاسترو رسمها الفنان الإيطالى الشهير تيتيان حوالي عام 1528

جيرولامو فراكاسترو (بالإيطالية: Girolamo Fracastoro)‏ (ولد مابين 1476-1478 - 6 أغسطس 1553) كان طبيب وشاعر إيطالي، كما كان عالماً في الرياضيات والجغرافيا وعلم الفلك. وُلد في فيرونا (جمهورية البندقية) وتعلم في بادوفا وعندما أصبح 19 عاما تم تعيينه أستاذًا في الجامعة.
وفي عام 1546، اقترح جيرولامو أن الأمراض الوبائية سببها كيانات متنقلة شبيهة بالبذور من الممكن أن تنقل عدوى من خلال التلامس المباشر أو غير المباشر أو حتى دون تلامس عبر المسافات البعيدة.
وكَتب جيرولامو قصيدة بعنوان "Syphilis sive morbus Gallicus" عام 1530، والتي تم اشتقاق الاسم الأجنبي لمرض الزهري (السفلس) منها.

## روابط خارجية
- جيرولامو فراكاستورو على موقع الموسوعة البريطانية (الإنجليزية)